# Andrea Barnó San Martín
Andrea Barnó San Martín (geboren am 4. Februar 1980 in Lizarra) ist eine ehemalige spanische Handballspielerin, die auf der Spielposition im Rückraum Mitte eingesetzt wurde.

## Vereinskarriere
Barnó begann im Alter von zehn Jahren mit dem Handball. Sie spielte ab der Saison 2003/2004 bei Sociedad Deportiva Itxako in der División de Honor und beendete ihre Karriere im Jahr 2012, nachdem wirtschaftliche Schwierigkeiten zum Ende des Handballs in Lizarra führten.
Mit dem Verein aus Lizarra gewann Barnó jeweils drei Mal die spanische Meisterschaft, die Copa de la Reina und die Supercopa de España. Sie nahm auch an europäischen Vereinswettbewerben teil, so an der EHF Champions League, in deren Finale sie in der Saison 2010/2011 stand, sowie am EHF-Pokal, den das Team in der Spielzeit 2008/2009 gewann.

## Auswahlmannschaften
Auch für die spanischen Auswahlmannschaften lief sie auf. Ihren ersten Einsatz mit der spanischen Nationalmannschaft bestritt sie im Jahr 2008, bis 2012 war sie in 97 Länderspielen eingesetzt und warf dabei 97 Tore.
Mit der Nationalmannschaft nahm Barnó an der Europameisterschaft 2008 (2. Platz), der Weltmeisterschaft 2009 (4. Platz), der Europameisterschaft 2010 (11. Platz), der Weltmeisterschaft 2011 (3. Platz) und am Handballwettbewerb der Olympischen Spiele 2012 (3. Platz) teil.